# Joseph H. Harper
Joseph H. Harper foi um militar norte-americano, oficial do Exército dos Estados Unidos. Harper foi o oficial que entregou a resposta do General Anthony McAuliffe, "Nuts", ao ultimato da Alemanha Nazi para a entrega de Bastogne.